# Downing Street 10.

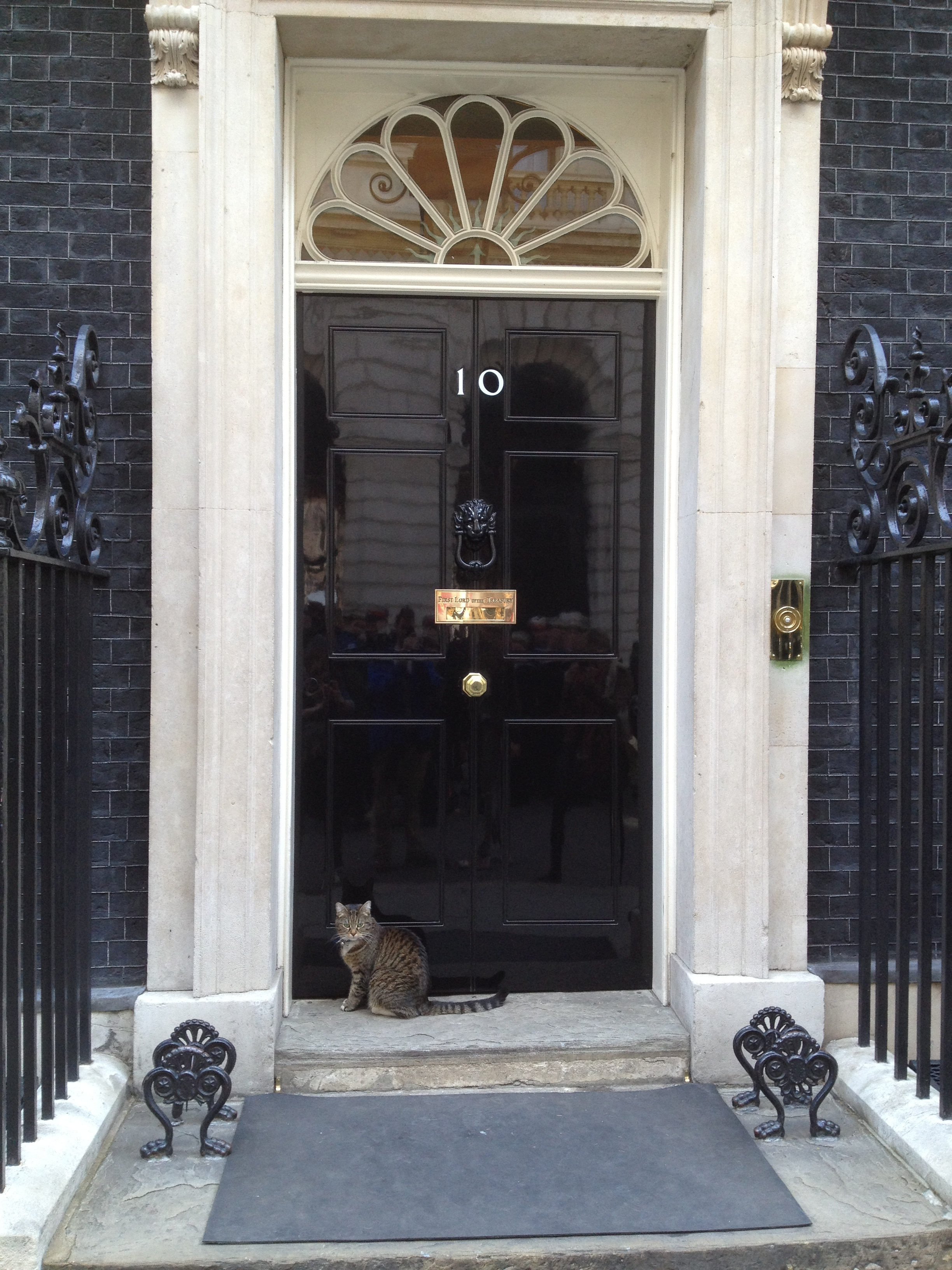
"A 10-es szám"

A Downing Street 10 (Downing utca 10.), vagy közszájon forgó nevén "a 10-es szám" (Number 10) az Egyesült Királyság kormányának székhelye. Itt van a Kincstár Első Lordja rezidenciája és hivatala is. Ezt a posztot a 18. és a 19. század jórészében, illetve 1905-től egyfolytában a miniszterelnök tölti be.
A Westminster városa (City of Westminster) kerületben (borough) található Downing utca 10 egy több, mint 300 éves épület több, mint 100 szobával. A privát rezidencia a harmadik emeletet foglalja el. A pinceszinten van egy konyha is. Az épület maradék részét irodák, nappali és ebédlő szobák foglalják el, ahol a miniszterelnök dolgozik és ahol miniszterekkel, egyéb vezetőkkel, külföldi látogatókkal találkozik. Hátul van egy belső udvar és egy kertre néző terasz. A St. James’s Parkkal szomszédos 10-es szám a Buckingham-palota, a brit uralkodók londoni rezidenciája közelében van, illetve közel a Westminster-palotához, ahol parlament mindkét háza ülésezik.

## Története

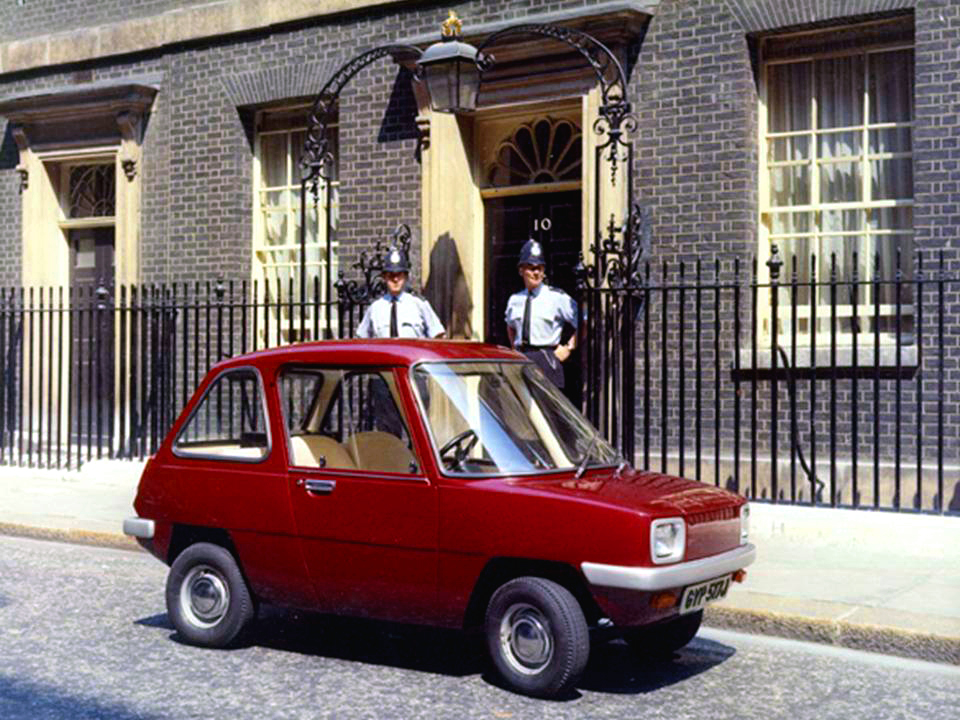
Downing Street 10

A 10-es szám eredetileg három ingatlan volt: egy St. James’s Parkra néző, 1677-ben épült nagy villa, amelyet "Hátulsó Háznak" hívtak, mögötte egy városi ház ("townhouse") és egy villácska. Először a városi ház készült el. Egyike volt annak a több háznak, amelyeket Sir George Downing, az utca névadója építtetett 1682 és 1684 között.
Downing meggazdagodásának kulcsát abban látta, ha ingatlanokat szerez közel a Westminsterhez. Közel 30 évet kellett várnia, hogy 1682-ben a kiszemelt terület feletti bérlet jogát megszerezze. Az ott lévő házakat azonnal lebontatta. Terve az volt, hogy egy 15-20 házból álló zsákutcát építtet a mai Downing Street északi oldalán. Mivel azonnali megtérülést és hasznot akart, ezért a házak alacsony költséggel, csekély alapozással, silány kivitelben készültek el az akkor még mocsaras területen.
A házak számozása teljesen esetleges volt, a mai 10-es szám is 5-ösként kezdte pályafutását, amíg 1779-ben újra nem számozták.
Amikor az ír függetlenedési mozgalom erőszakossá kezdet válni, egy 3 méter magas fa torlaszt építettek, hogy lezárják az utca két végét, ezt 1922-ben a szabad ír állam létrejöttekor bontották le. Azonban biztonsági okokból 1989-ben újra, a mai is látható acél kerítést, kaput és az úttestből kiemelkedő acél barikádot állították fel.

### Miniszterelnöki rezidenciává válik
Az 1730-as évekre jelentős változások mentek végre a politika, a parlament és a kormányzás terén, ekkor II. György brit király oda akarta ajándékozni a három épületből álló együttest Sir Robert Walpole-nak, aki ez idő tájt a „First Lord of the Treasury” tisztét betöltve, gyakorlatilag az első miniszterelnök volt. Walpole visszautasította az ajándékot, azt kérve, hogy az épület szolgáljon a mindenkori miniszterelnök hivatalául.
Walpole William Kentet bízta meg a három épület összeépítésével. 1735-re megtörtént az átépítés és ez lett a Downing Street 10. Az épületet berendezték úgy, hogy megfeleljen a miniszterelnöki státusznak. Ettől kezdve megtalálható a híres 10-számú ajtón a „First Lord of the Treasury” feliratú bronz levélszekrény.
Azonban nem sikerült azonnal hagyományt teremteni, az idők folyamán sok miniszterelnök döntött úgy, hogy nem költözik be a házba. Így a háznak a több száz éves fennállása alatt voltak fényes és kevésbé fényes korszakai. Ez idő alatt állaga hol leromlott, hol felújították, bővítették és átalakították. 1938-ban még az is felmerült, hogy lerombolják az utca északi oldalán álló házakkal együtt, hogy helyükön egy új modern épületegyüttest emelhessenek. Végül ez a terv nem valósult meg.
A Downing Street 10 mint rezidencia nem volt azonnali siker. Tekintélyes mérete és a parlamenthez való közelsége ellenére kezdetben kevés miniszterelnök lakott itt. Az ingatlant többször is úgy elhanyagolták, hogy a lebontás szélére került, de valahogy túlélte az összes rossz időszakot, és számos jelentős brit politikus és esemény forrt a nevéhez. 1985-ben Margaret Thatcher azt mondta, a 10-es szám "a nemzeti örökség egyik legdrágább ékszerévé vált".

### A fekete „sárgatéglás” épület
Az új épület építésének terve még egyszer, a második világháborút követően is felmerült, de végül csak a 12-es számú épületet rombolták le és a 10-et és 11-et történelmi múltja miatt – a légibombázások alatt elszenvedett károk ellenére is – renoválták és felújították.
A munkálatok 3 évig tartottak és a tervezett 500 000 fontos költségvetés dupláját vették igénybe. A renoválás során kiderült, hogy a fekete épület valójában sárga, és a évszázadok során rárakódott szennyeződés adja jellegzetes sötét színét. Hogy megőrizzék hangulatát, ezért a felújítást követően ismét feketére festették.

## Megjelenése, megemlítése a kultúrában
A Csengetett, Mylord? szituációs komédia Zavar a gyárban című epizódjában említik, hogy a rezidenciát Stanley Baldwin lakja. Baldwin a miniszterelnöki tisztséget három – a sorozat történetének ideje alatt második (1924–1929) – alkalommal  töltötte be.